# Bruno Schönlank (Journalist)

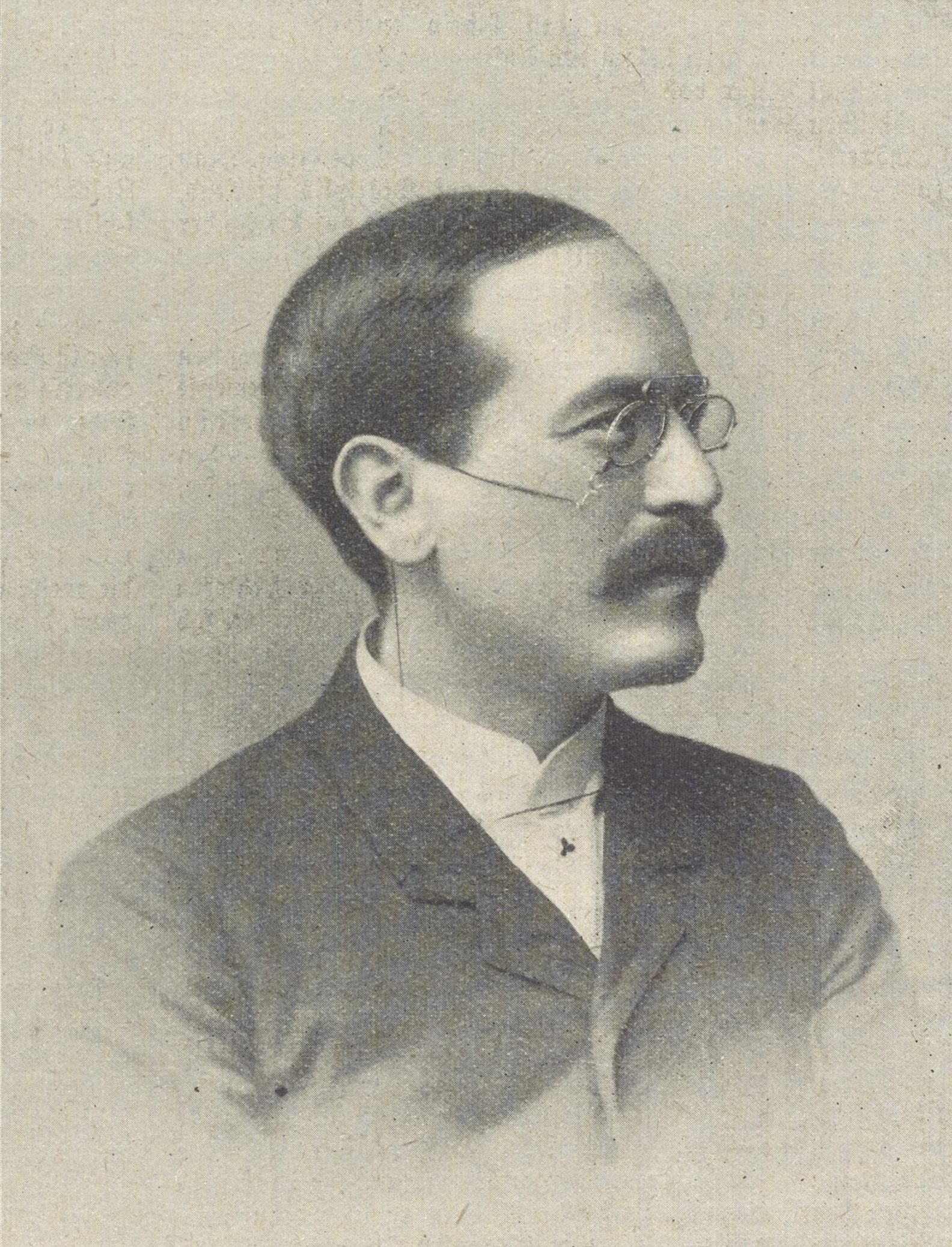
Bruno Schönlank

Bruno Schönlank

Bruno Schönlank, auch Schoenlank (* 16. Mai 1859 in Mühlhausen/Thüringen; † 30. Oktober 1901 in Leipzig) war ein sozialdemokratischer deutscher Politiker und Journalist.

## Leben

Erstausgabe der Leipziger Volkszeitung vom 1. Oktober 1894.

Schönlank stammte aus einer jüdischen Familie. Der Vater war Kantor und Lehrer an einer jüdischen Schule.
Bruno Franz Georg Paul Kurt Schönlank studierte ab 1878 an der Friedrich-Wilhelms-Universität zu Berlin Volkswirtschaftslehre, Geschichtswissenschaft und Philosophie. Er wurde im Corps Teutonia Berlin aktiv. Schmisse bezeugen die Teilnahme an zahlreichen Mensuren. Als Inaktiver wechselte er an die Universität Leipzig und die Christian-Albrechts-Universität zu Kiel. Ostern 1882 kam er an die Friedrichs-Universität. Am 7. Mai 1882 wurde er im Corps Teutonia Halle recipiert. Als Senior vertrat er den Hallenser Senioren-Convent auf dem folgenden Congress des Kösener Senioren-Convents-Verbandes. Dort mit mehreren seiner Berliner Corpsbrüder auf acht Monate in Verruf gesteckt, wurde er bei Teutonia Halle in perpetuum dimittiert. Er war bei Teutonia Halle der Grund dafür, dass man künftig keine Juden mehr aufnahm und das Verhältnis mit Teutonia Berlin brach. Auch bei Teutonia Berlin verlor Schönlank das Band. Noch 1882 wurde er in Halle zum Dr. phil. promoviert. Die Doktorarbeit widmete er Julius von Kirchmann. Als Student war er zum Protestantismus konvertiert. Politisch beteiligte er sich zunächst an der bürgerlichen Bewegung für einen Bimetallismus. Nach dem Studium arbeitete er kurzzeitig als Hauslehrer in hohen Adelskreisen.

### Zeit des Sozialistengesetzes
Wissenschaftlich begabt, wurde Schönlank von Gustav Schmoller gefördert. Eine akademische Karriere gab er auf, als er sich der nach dem Sozialistengesetz verbotenen Sozialdemokratie zuwendete. Seit 1883 war er für die sozialdemokratische Bewegung journalistisch tätig, unter anderem bei der bis zu ihrem Verbot 1884 in München erscheinenden Süddeutschen Post und anschließend bei der Nürnberger Fränkischen Tagespost. Hinzu kamen zahlreiche, meist bald verbotene, Blätter. In den Jahren 1889 und 1890 gab er die Arbeiterchronik heraus. Wegen Pressevergehen saß er zwischen 1885 und 1887 achtzehn Monate im Gefängnis.
In Bayern war er auch als sozialdemokratischer Versammlungsredner tätig. 1888 kandidierte er vergeblich für ein Reichstagsmandat im Wahlkreis Ansbach-Schwabach. Nach dem Scheitern dieser Kandidatur zog er sich vorübergehend vom politischen Leben zurück und widmete sich wissenschaftlichen Studien.
Seine im Jahr 1887 erschienene Publikation Zur Lage der arbeitenden Klasse in Bayern. Eine volkswirthschaftliche Skizze wurde in Preußen verboten.

### Reformer der sozialdemokratischen Presse
Nachdem durch das Ende der Sozialistengesetzgebung ab 1890 wieder offizielle sozialdemokratische Parteizeitungen erscheinen konnten, war Schönlank von 1890 bis 1892 Redakteur des Sozialpolitischen Centralblattes. Im Jahr 1892 wurde er Stellvertreter des Chefredakteurs Wilhelm Liebknecht beim kurz zuvor wiedergegründeten Vorwärts. Schönlank versuchte das Blatt zu modernisieren, stieß dabei aber auf den Widerstand Liebknechts. Bereits nach einem Jahr wurde die Zusammenarbeit beendet. Von Oktober 1894 bis zu seinem Tod war Schönlank schließlich Chefredakteur der Leipziger Volkszeitung. Das Blatt baute er bis zu seinem Tod zu einer führenden sozialdemokratischen Tageszeitung aus. Die Zeitung hatte prägenden Einfluss auf die stark wachsende sozialdemokratische Presselandschaft. Schönlank gilt daher als Reformator der sozialdemokratischen Parteipresse. Anstelle eines reinen Agitationsorgans trat eine moderne Tageszeitung, die über gute Korrespondenten verfügte. Inhaltlich waren wirtschafts- und sozialpolitische Fragen wichtig, aber Schönlank vernachlässigte auch nicht das Feuilleton. Er verpflichtete Edgar Steiger als Theaterkritiker. Als gegen diesen Verfechter des Naturalismus auf dem Parteitag scharfe Kritik aufkam, wurde er von Schönlank verteidigt. Junge Talente wie Friedrich Stampfer oder Israel Helpland wurden von ihm gefördert.

### Politik
Von 1893 bis 1901 war Schönlank Abgeordneter im Reichstag für den Wahlkreis Breslau 7 (westlicher Teil der Stadt Breslau). In der SPD war er ab 1894 Mitglied in der Agrarkommission, die im Zuge des Reformismusstreits vergeblich versuchte, ein agrarpolitisches Programm zu erarbeiten. In der Wahlrechtsfrage im Königreich Sachsen plädierte er 1896 in der sächsischen Landesorganisation der Partei dafür, die Abgeordnetenmandate niederzulegen. Unterstützt wurde er dabei von der Reichsleitung der Partei. Die Mehrheit der sächsischen Partei lehnte dies ab.

### Autor
Neben seinen tagespolitischen Beiträgen verfasste Schönlank auch zahlreiche politische, soziale und historische Schriften, darunter Soziale Kämpfe vor 300 Jahren, war Mitarbeiter der Zeitschrift Die neue Zeit. Wochenschrift der deutschen Sozialdemokratie sowie des Handwörterbuchs der Staatswissenschaften und schrieb für wissenschaftliche Publikationen.
Eine seiner Söhne war Bruno Schönlank junior, der ebenfalls sozialdemokratischer Redakteur und Schriftsteller war und 1918 zur Redaktion der USPD-Zeitung Die Freiheit gehörte.

## Werke
- Hartley und Priestley. Die Begründer des Associationismus in England. Dissertation Halle 1882 Digitalisat
- Die österreichische Fabrikgesetzgebung. Eine Studie mit Randglossen. Pollner, München 1885[7]
- Zur Kritik des Manchesterthums. Die neue Zeit. Revue des geistigen und öffentlichen Lebens. 3 Jg. (1885), Heft 9, S. 421–426 Digitalisat
- Die Fürther Quecksilber-Spiegelbelegen und ihre Arbeiter : wirtschaftsgeschichtliche Untersuchungen. I.–II. Die neue Zeit. Revue des geistigen und öffentlichen Lebens, 5 Jg. (1887), Heft 4, S. 145–164 Digitalisat
- Die Fürther Quecksilber-Spiegelbelegen und ihre Arbeiter : wirtschaftsgeschichtliche Untersuchungen. II. Die neue Zeit. Revue des geistigen und öffentlichen Lebens, 5 Jg. (1887), Heft 5, S. 204–219 Digitalisat
- Die Fürther Quecksilber-Spiegelbelegen und ihre Arbeiter : wirtschaftsgeschichtliche Untersuchungen. III. In: Die neue Zeit. Revue des geistigen und öffentlichen Lebens. 5 Jg. (1887), Heft 6, S. 256–266 Digitalisat
- Die Syphilis und die Sozialzustände. Die neue Zeit. Revue des geistigen und öffentlichen Lebens, 5 Jg. (1887), Heft 12, S. 562–574 Digitalisat
- Zur Lage der arbeitenden Klasse in Bayern. Eine volkswirthschaftliche Skizze. Wörlein & Comp., Nürnberg 1887 (Reprint: extra-verlag S. Bauer u. W. Kastner, Olching 1979, m. e. Vorw. v. Rudolf Berg)
- Katholizismus und Kapitalismus. Die neue Zeit. Revue des geistigen und öffentlichen Lebens, 6 Jg. (1888), Heft 2, S. 78–88 Digitalisat
- Die Quecksilber-Spiegelbelegen und ihre Arbeiter. Wirtschaftsgeschichtliche Untersuchungen. J. H. W. Dietz, Stuttgart 1888[8]
- Zur Lage der in der Wäschefabrikation und der Konfektionsbrache Deutschlands beschäftigten Arbeiterinnen. Die neue Zeit. Revue des geistigen und öffentlichen Lebens, 6. Jg. (1888), Heft 3, S. 116–128 Digitalisat
- Zur preußischen Sparkassenstatistik . Die neue Zeit. Revue des geistigen und öffentlichen Lebens, 7. Jg. (1889), Heft 9, S. 400–410 Digitalisat
- Die Ilias und der Gentilismus. Die neue Zeit. Revue des geistigen und öffentlichen Lebens, 8. Jg. (1890), Heft 1, S. 39–43 Digitalisat
- Zur Psychologie des Kleinbürgerthums. Die neue Zeit. Revue des geistigen und öffentlichen Lebens, 8. Jg. (1890), Heft 3, S. 117–124 Digitalisat
- Zur Psychologie des Kleinbürgerthums. II. Kleinbürgerthum und Politik. Die neue Zeit. Revue des geistigen und öffentlichen Lebens, 8. Jg. (1890), Heft 4, S. 163–169 Digitalisat
- Karl Kautsky, Bruno Schönlank: Grundsätze und Forderungen der Sozialdemokratie. Erläuterungen zum Erfurter Programm. Verlag Vorwärts, Berlin 1892 Digitalisat; 4. Aufl. Berlin 1907 Digitalisat und Volltext im Deutschen Textarchiv
- Sociale Kämpfe vor dreihundert Jahren. Altnürnberische Studien. Duncker & Humblot, Leipzig 1894 Digitalisat[9]